# María José Domínguez Vázquez
María José Domínguez Vázquez (* 1972 in As Pontes de García Rodríguez (Galicien, Spanien)) ist eine spanische Germanistin und Professorin an der Universidade de Santiago de Compostela.

## Werdegang
María José Domínguez war die erste europäische Doktorin der Germanistik aus Galicien und absolvierte ihre Promotion mit Auszeichnung. Seit 2008 unterrichtet sie deutsche Grammatik und Linguistik an der Universidade de Santiago de Compostela. Von 2017 bis 2020 war sie Vizedekanin in der Philologischen Fakultät der Universidade de Santiago de Compostela.
2023 erhielt sie den Lehrstuhl (W3-Professur) für deutsche Linguistik.
Ihre Forschungsschwerpunkte liegen in der deutschen Linguistik, der Semantik, der Lexikografie und der natürlichen Sprachgenerierung (NLG) und -verarbeitung.
Sie koordiniert den Europäischen Master-Studiengang für Lexikographie (EMLex), der von einem Konsortium aus 16 internationalen Einrichtungen angeboten wird. Sie ist derzeit die Vorsitzende des Konsortiums. Sie leitet verschiedene nationale und internationale Forschungsgruppen, in denen Referenzprojekte wie PORTLEX, MultiGenera, MultiComb und ESMAS-ES+ entwickelt worden sind.
Zu den von diesen Forschungsgruppen entwickelten bedeutendsten Ressourcen gehören die automatischen Generatoren natürlicher Sprache: Xera bietet Daten zur Argumentstruktur von Nomina im Spanischen, Deutschen und Französischen; XeraWord liefert Nomenkombinationen im Portugiesischen und Galicischen; Combinatoria erstellt Nominalphrasen in drei Sprachen (Deutsch, Französisch und Spanisch) und CombiContext bietet Informationen über den Satzkontext für ausgewählte Nomina.
Sie setzt sich auch mit kontrastiver Linguistik, Didaktik der Lexikografie, Wörterbuchbenutzungsforschung und digitaler und kollaborativer Lexikografie auseinander. In diesem Zusammenhang ist das Wörterbuch Mulleres na Lexicografía / Women in Lexicography als offene Ressource (im Aufbau) hervorzuheben.

## Werke
- Kontrastive Grammatik und Lexikographie: spanisch-deutsches Valenzwörterbuch des Nomens. München: Iudicium, 2011.
- Lexicografía de las lenguas románicas II. Aproximaciones a la lexicografía moderna y contrastiva (Hrsg. in Mitarbeit mit Carlos Valcárcel Riveiro und Xavier Gómez Guinovart). Berlin: De Gruyter, 2015.
- Neue Wege zur Verbvalenz. Deutsch-spanisches Valenzlexikon (Hrsg. in Mitarbeit mit Ulrich Engel und Gemma Paredes Suárez). Frankfurt: Peter Lang, 2017.
- Neue Wege zur Verbvalenz. Theoretische und methodologische Grundlagen (Hrsg. in Mitarbeit mit Ulrich Engel und Gemma Paredes Suárez). Frankfurt: Peter Lang, 2017.
- Lexicografía y didáctica. Diccionarios y otros recursos lexicográficos en el aula (Hrsg. in Mitarbeit mit María Teresa Sanmarco Bande). Frankfurt: Peter Lang, 2017.
- Interacción entre gramática, didáctica y lexicografía: Estudios contrastivos y multicontrastivos (Hrsg. in Mitarbeit mit Silvia Kutscher). Berlin: De Gruyter, 2017.
- Studies on multilingual lexicography (Hrsg. in Mitarbeit mit Carlos Valcárcel Riveiro und Mónica Mirazo Balsa). Berlin: De Gruyter, 2020.

## Veröffentlichungen in wissenschaftlichen Fachzeitschriften
- "Was sind Valenzwörterbücher?". In Sprachwissenschaft, 43(3), S. 309–342. 2018.
- "Recursos lexicográficos electrónicos multilingües y plurilingües: definición y clasificación tipológico-descriptiva". In Revista Internacional de Lenguas Extranjeras / International Journal of Foreign Languages, 1(10), S. 49–74. DOI:10.17345/rile10.49-74. 2019.
- "Zur Darstellung eines mehrstufigen Prototypbegriffs in der multilingualen automatischen Sprachgenerierung: vom Korpus über word embeddings bis hin zum automatischen Wörterbuch". In Lexikos, 31(1), S. 1–31. DOI:10.5788/31-1-1623. 2021.
- "Estructura argumental del nombre: Generación automática". In Revista Signos, 55(110), S. 732–761. DOI:10.4067/S0718-09342022000300732. 2022.
- "Contribución de la semántica combinatoria al desarrollo de herramientas digitales multilingües". In Círculo de lingüística aplicado a la comunicación, 90, S. 171–188. DOI:10.5209/clac.73849. 2022.

## Persönliches Leben
Sie ist Tochter des Fußballspielers, Trainers und Journalisten José Manuel Domínguez Canosa.